# Cherish (singel)
Cherish – trzeci singel pochodzący z albumu Like a Prayer Madonny.
Tekst piosenki nawiązuje do głównych bohaterów powieści Williama Szekspira Romeo i Julia. Na stronie B wytwórnia umieściła utwór „Supernatural” nagrany podczas sesji do albumu True Blue, który ukończony został dopiero trzy lata później.
Czarno-biały teledysk został nakręcony 22 lipca 1989 na plaży Paradise Cove w Malibu w Kalifornii. Przedstawia tańczącą i śpiewającą Madonnę na plaży z dzieckiem, a mężczyźni z rybimi ogonami pływają przy brzegu. Wideoklip wyreżyserował Herb Ritts.